# 竹内保徳

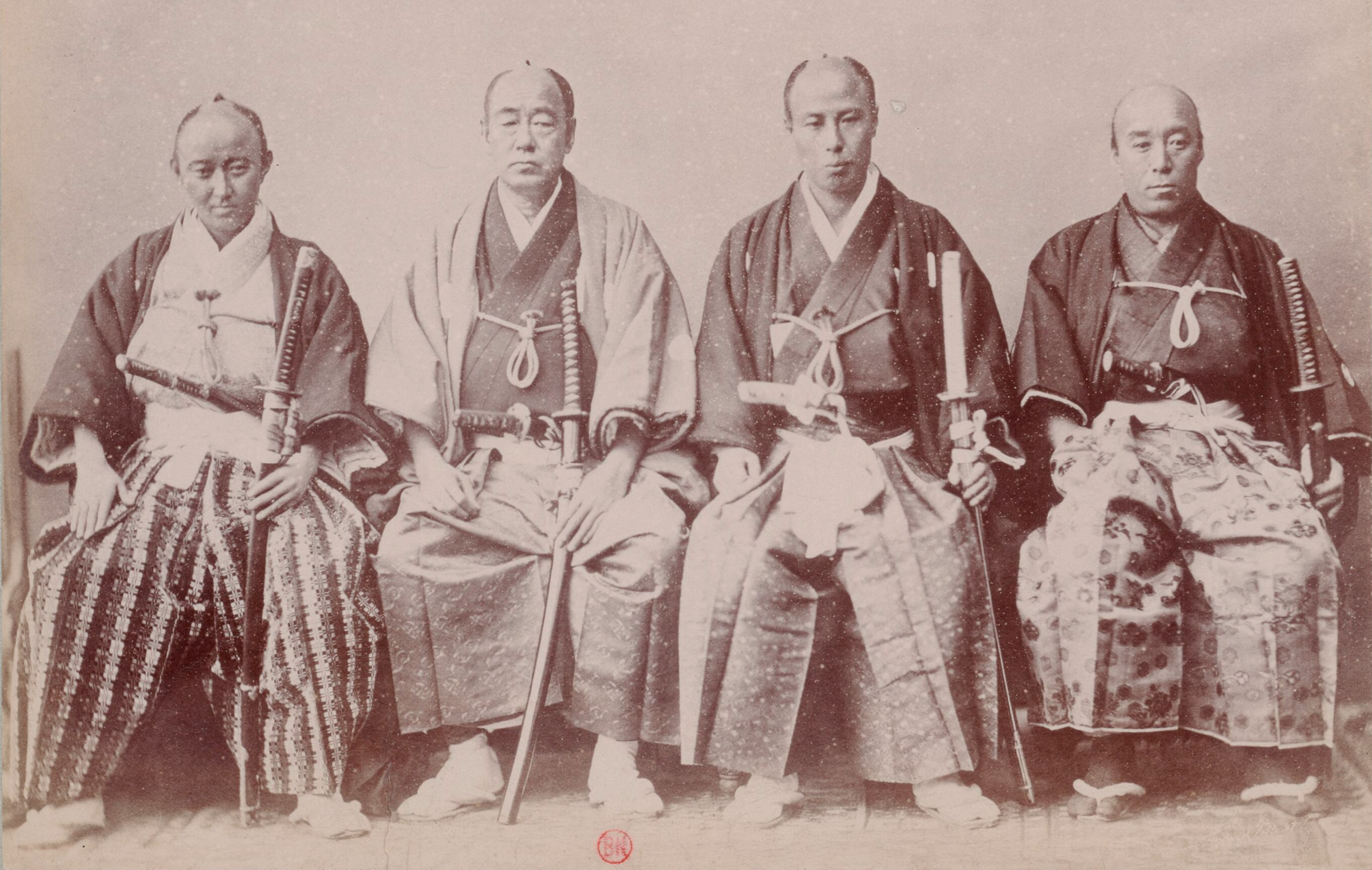
文久遣欧使節の代表。左から2人目が竹内保徳。左端は松平康英（康直）、右隣から順に京極高朗、柴田剛中。

竹内 保徳（たけのうち やすのり、文化4年（1807年） - 慶応3年2月1日（1867年3月6日））は、江戸時代末期（幕末期）の幕臣。官位は下野守、幼名清太郎。父は200俵の旗本・竹内富蔵。

## 経歴
勘定所に出仕し、勘定組頭格を経て嘉永5年（1852年）勘定吟味役・海防掛に就任。嘉永6年（1853年）の黒船来航後は台場普請掛・大砲鋳立掛・大船製造掛・米使応接掛を兼任。安政元年（1854年）、箱館奉行就任。幕府の命令に逆らって、アイヌに髪の毛を切ることを免除したことや、漁を発展させたことでアイヌの尊敬の対象となったとも言われる。在任中にニシンが豊漁だったため、ニシン奉行とあだ名された。
文久元年（1861年）、勘定奉行兼外国奉行に就き、同年12月に遣欧使節（文久遣欧使節）正使として30余名を伴い横浜から出港してイギリスへ向かう。ロンドンでは第二回ロンドン万博にも出席した。攘夷運動に鑑み、江戸・大坂の開市、新潟・兵庫の開港延期の目的で欧州各国を訪問、五カ年延期に成功。文久2年（1862年）5月、イギリスとの間にロンドン覚書として協定されたのを始めプロシア、ロシア、フランス、ポルトガルとの間に同じ協定を結んだ。文久2年（1862年）にフランス船で帰国したが、幕府が攘夷主義の朝廷を宥和しようとしていたため登用されず、翌年勘定奉行を辞任。元治元年（1864年）5月に大坂町奉行に推薦されたが着任せず退隠し、同年8月に閑職の西ノ丸留守居となる。慶応元年（1865年）12月には横浜製鉄御用引受取扱となった。慶応3年（1867年）に死去。